# Panagiotis Trivyzas
Panagiotis Trivyzas (griechisch Παναγιώτης Τριβύζας, * 22. November 1987) ist ein griechischer Leichtathlet, der sich auf den Sprint spezialisiert hat.

## Sportliche Laufbahn
Erste Erfahrungen bei internationalen Meisterschaften sammelte Panagiotis Trivyzas im Jahr 2015, als er bei den Balkan-Meisterschaften in Pitești in 21,93 s den sechsten Platz im 200-Meter-Lauf belegte und mit der griechischen 4-mal-100-Meter-Staffel in 40,29 s die Bronzemedaille gewann. Im Jahr darauf wurde er bei den Balkan-Hallenmeisterschaften in Istanbul in 6,80 s Fünfer im dritten Lauf über 60 m und bei den Freiluftmeisterschaften in Pitești wurde er in 10,74 s Zweiter im B-Finale über 100 m und erreichte über 200 m nach 21,60 s Rang vier. 2017 wurde er bei den Balkan-Hallenmeisterschaften in Belgrad in 6,83 s Vierter im 60-Meter-Lauf und bei den Freiluftmeisterschaften in Novi Pazar gewann er in 20,92 s die Silbermedaille über 200 m. 2018 klassierte er sich bei den Mittelmeerspielen in Tarragona mit 21,06 s auf dem sechsten Platz über 200 m und wurde mit der 4-mal-100-Meter-Staffel in 39,72 s Fünfer. Anschließend siegte er in 20,87 s bei den Balkan-Meisterschaften in Stara Sagora über 200 m und gewann im Staffelbewerb mit 39,81 s die Silbermedaille. Daraufhin scheiterte er bei den Europameisterschaften in Berlin mit 21,18 s im Vorlauf über 200 m und verpasste auch mit der Staffel mit 39,49 s den Finaleinzug. 2019 schied er bei den Halleneuropameisterschaften in Glasgow mit 6,80 s in der Vorrunde über 60 m aus und 2021 belegte er bei den Balkan-Meisterschaften in Smederevo mit 21,18 s den vierten Platz über 200 m und gewann mit der Staffel in 40,04 s die Silbermedaille. Im Jahr darauf gewann er bei den Balkan-Meisterschaften in Craiova in 21,05 s die Bronzemedaille über 200 Meter hinter dem Serben Boško Kijanović und Blessing Akawasi Afriah aus Israel. Zudem sicherte er sich mit der Staffel in 39,86 s die Bronzemedaille hinter den Teams aus Rumänien und Serbien. Anschließend belegte er bei den Mittelmeerspielen in Oran in 20,99 s den fünften Platz im Einzelbewerb und gelangte mit der Staffel mit 39,10 s auf Rang vier. Im August kam er bei den Europameisterschaften in München mit 21,00 s nicht über die erste Runde über 200 Meter hinaus und verpasste mit der Staffel mit 39,11 s den Finaleinzug.
In den Jahren von 2018 bis 2020 wurde Trivyzas griechischer Meister im 200-Meter-Lauf im Freien sowie von 2016 bis 2020 auch in der Halle. Zudem wurde er 2017 auch Hallenmeister über 60 Meter.

## Persönliche Bestleistungen
- 100 Meter: 10,36 s (+0,9 m/s), 27. Mai 2017 in Kalamata
  - 60 Meter (Halle): 6,68 s, 20. Januar 2018 in Athen
- 200 Meter: 20,58 s (+0,9 m/s), 3. Juni 2017 in Chania
  - 200 Meter (Halle): 21,35 s, 11. Februar 2018 in Piräus